# Level Headed
Level Headed es el sexto álbum de estudio de la banda de glam rock Sweet, y el último con Brian Connolly como vocalista principal e integrante de Sweet antes de ser despedido de la banda. El álbum fue lanzado en enero de 1978 a través Polydor Records en el Reino Unido y Capitol Records en Estados Unidos.
Cuenta con el hit "Love Is Like Oxygen", el último sencillo original de la banda en alcanzar el Top 40 a ambos lados del Atlántico (posición N° 8 en los Estados Unidos y N° 9 en el Reino Unido). La versión en sencillo de esta canción es sustancialmente más corta que la contenida en el álbum, y la versión para Estados Unidos tiene sólo el primer verso, un intermezzo más corto y el outro funk. También fue lanzado un segundo sencillo, titulado "California Nights" (inusualmente en la voz de Steve Priest), pero solo alcanzó el puesto N° 76 en los Estados Unidos.
Este fue el último disco grabado con la formación clásica, debido a que Brian Connolly fue despedido del grupo alrededor de un año después de su publicación, con lo que el cantante inició una poco brillante carrera en solitario. El trío restante integrado por Steve Priest, Andy Scott, y Mick Tucker continuó como Sweet y entregó tres álbumes más antes de separarse en 1981.

## Contenido y recepción
Level Headed es, sin duda alguna, el álbum más experimental y elaborado de toda la discografía de Sweet. Después de la decepcionante recepción de Off the Record del año anterior, la banda decidió claramente que tenían que hacer algo distinto. Por otro lado, era evidente la decadencia del glam rock para ese entonces, por lo que las agrupaciones del género debieron evolucionar tanto musical como visualmente en otra dirección.
Lo más notable en el sonido de Level Headed es el abandono casi total del hard rock tradicional de Sweet, para incluir en su lugar baladas de soft rock, sonidos psicodélicos de sintetizador, composiciones instrumentales barrocas o incluso influencias del funk y folk rock. Las melodías parecen inspiradas en piezas de agrupaciones tan diversas como Eagles, Fleetwood Mac y 10cc.
Allmusic elogió el álbum en su revisión retrospectiva, al concluir: "Ciertamente, esto no es un clásico de la era Sweet, pero eso es precisamente lo bueno de Level Headed-. Ellos son descentrados y aventureros, de vez en cuando tropezando, pero siempre haciendo música interesante en un álbum que es cualquier cosa, menos lo que promete el título" (Level Headed en su frase idiomática de "Equilibrado").

## Lista de canciones
Todas las canciones compuestas por Brian Connolly, Steve Priest, Andy Scott y Mick Tucker.

### Versión europea
1. "Dream On" (Scott) – 2:53
2. "Love Is Like Oxygen" (Scott, Trevor Griffin) – 6:57
3. "California Nights" – 3:45
4. "Strong Love" – 3:28
5. "Fountain" – 4:44
6. "Anthem No. I (Lady of the Lake)" – 4:11
7. "Silverbird" – 3:26
8. "Lettres D'Amour" – 3:30
9. "Anthem No. II" – 1:02
10. "Air on 'A' Tape Loop" (Priest, Scott, Tucker) – 5:59

#### Bonus tracks en lanzamientos 1991/1997
1. "Love Is Like Oxygen" (sencillo) - 3:46
2. "Cover Girl" – 3:34
3. "California Nights " (sencillo) – 3:22
4. "Show Me The Way" – 3:22

#### Bonus track en lanzamiento de 2005
1. "Love Is Like Oxygen" (single version) - 3:49

### Versión estadounidense
Se editó una versión diferente con otro orden en las canciones y una portada alternativa para Estados Unidos, a través de Capitol Records.
1. "California Nights" - 3:39
2. "Silverbird" - 3:24
3. "Dream On" - 2:50
4. "Fountain" (last part with harpsichord is shorter and no hi-hat cymbals) - 4:12
5. "Love Is Like Oxygen" - 6:49
6. "Anthem No. I (Lady of the Lake)" - 4:08
7. "Strong Love" - 3:28
8. "Lettres D'Amour" - 3:27
9. "Anthem No. II" - 0:58
10. "Air on 'A' Tape Loop" - 5:59

## Personal
- Brian Connolly – lead vocals (except as noted)
- Steve Priest – bass guitar, synthesizer voice, lead vocals (track 1), backing vocals
- Andy Scott – guitar, synthesizer, lead vocals (tracks 3, 4), backing vocals
- Mick Tucker – drums, percussion, backing vocals

Personal adicional
- Ronnie Asprey – brass
- Richard Harvey – baroque wind
- Stevie Lange – vocals (track 8)
- Geoff Westley – keyboards, string arrangements (tracks 6, 9)